# Manuel Gräfe
Manuel Gräfe (Berlijn, 21 september 1973) is een Duits voormalig voetbalscheidsrechter. Hij is in dienst van FIFA en UEFA van 2007 tot 2018. Ook leidt hij tussen 2004 en 2021 wedstrijden in de Bundesliga.
Op 12 september 2004 leidde Gräfe zijn eerste wedstrijd in de Duitse nationale competitie. Tijdens het duel tussen Hannover 96 en SC Freiburg (2–2) trok de leidsman tweemaal de gele kaart. In Europees verband debuteerde hij tijdens een wedstrijd tussen RC Lens en Tsjornomorets Odessa in de voorronde van de UEFA Cup; het eindigde in 3–1 voor RC Lens en Gräfe gaf vier gele kaarten. Zijn eerste interland floot hij op 28 maart 2007, toen Oostenrijk met 2–4 verloor van Turkije. Tijdens dit duel gaf Gräfe gele kaarten aan Andreas Ivanschitz en Sabri Sarıoğlu. Op 22 mei 2021 floot hij zijn laatste wedstrijd als scheidsrechter.
Gräfe behoorde in 2005 tot de groep Berlijnse scheidsrechters rond Lutz Michael Fröhlich die met hun aangifte bij de DFB verantwoordelijk was voor het aan het licht brengen van het zogenaamde Fußball-Wettskandal. Dit leidde tot de veroordelingen van onder meer Robert Hoyzer, Ante Sapina en Dominik Marks.

## Interlands
| Datum             | Plaats                          | Wedstrijd                      | Uitslag | Competitie           | Kreeg geel | Kreeg voor de tweede keer geel en dus rood | Weggestuurd |
| ----------------- | ------------------------------- | ------------------------------ | ------- | -------------------- | ---------- | ------------------------------------------ | ----------- |
| 19 november 2008  | Wenen, Oostenrijk               | Oostenrijk – Turkije           | 2 – 4   | Vriendschappelijk    | 2          | 0                                          | 0           |
| 5 juni 2009       | Lyon, Frankrijk                 | Frankrijk – Turkije            | 1 – 0   | Vriendschappelijk    | 0          | 0                                          | 1           |
| 26 mei 2010       | Freiburg im Breisgau, Duitsland | Mexico – Nederland             | 1 – 2   | Vriendschappelijk    | 3          | 0                                          | 0           |
| 29 mei 2010       | Solna, Zweden                   | Zweden – Bosnië en Herzegovina | 4 – 2   | Vriendschappelijk    | 3          | 0                                          | 0           |
| 5 juni 2010       | Neurenberg, Duitsland           | Algerije – V.A.E.              | 1 – 0   | Vriendschappelijk    | 2          | 0                                          | 0           |
| 12 oktober 2010   | Londen, Engeland                | Engeland – Montenegro          | 0 – 0   | EK 2012 kwalificatie | 9          | 0                                          | 0           |
| 5 juni 2011       | Warschau, Polen                 | Polen – Argentinië             | 2 – 1   | Vriendschappelijk    | 4          | 0                                          | 0           |
| 6 september 2011  | Helsinki, Finland               | Finland – Nederland            | 0 – 2   | EK 2012 kwalificatie | 1          | 1                                          | 0           |
| 7 oktober 2011    | Belfast, Noord-Ierland          | Noord-Ierland – Estland        | 1 – 2   | EK 2012 kwalificatie | 5          | 0                                          | 0           |
| 23 maart 2013     | Strovolos, Cyprus               | Cyprus – Zwitserland           | 0 – 0   | WK 2014 kwalificatie | 5          | 0                                          | 0           |
| 7 juni 2013       | Podgorica, Montenegro           | Montenegro – Oekraïne          | 0 – 4   | WK 2014 kwalificatie | 6          | 2                                          | 1           |
| 10 september 2013 | Sint-Petersburg, Rusland        | Rusland – Israël               | 3 – 1   | WK 2014 kwalificatie | 3          | 0                                          | 0           |
| 13 oktober 2014   | Cardiff, Wales                  | Wales – Cyprus                 | 2 – 1   | EK 2016 kwalificatie | 9          | 0                                          | 1           |
| 17 november 2015  | Wenen, Oostenrijk               | Oostenrijk – Zwitserland       | 1 – 2   | Vriendschappelijk    | 1          | 0                                          | 0           |
| 6 oktober 2016    | Konya, Turkije                  | Turkije – Oekraïne             | 2 – 2   | WK 2018 kwalificatie | 7          | 0                                          | 0           |
| 10 juni 2017      | Vilnius, Litouwen               | Litouwen – Slowakije           | 1 – 2   | WK 2018 kwalificatie | 6          | 0                                          | 0           |